# STUDY!ぼくたちとみんなのラジオ
『STUDY!ぼくたちとみんなのラジオ』（スタディ・ぼくたちとみんなのらじお）は、NHKラジオ第1放送で2016年4月26日から2024年3月26日まで放送された生放送トークバラエティ番組。メインMCをA.B.C-Zがつとめ、ジャニーズJr.のメンバーが交代で登場し、ジャニーズ事務所のタレントを紹介する番組として始まった。A.B.C-Zメンバー個人の興味関心にスポットをあてた放送回や、大学に赴き学生と交流する放送回もある。
2015年8月11日に前身となる2時間の特集番組『ジャニーズヒストリー -真夏の夜の夢-』を生放送。2016年4月から毎月最終火曜日の20時05分頃から20時55分に放送されていたが、2017年には隔週1時間となる。2018年春季改編に伴い、同年4月3日から放送時間を隔週火曜日20時05分頃から21時55分頃の2時間に拡大 のうえ『パワーボイスA』と交互に放送されるようになった。2019年の春季改編に伴い、同年4月からは毎週火曜21時05分頃から21時55分頃に放送されている。
放送開始から2023年10月10日までは『A.B.C-Z 今夜はJ's 倶楽部』（エイ・ビー・シー・ズィー・こんやはジェイズくらぶ）の番組名で放送されていたが、ジャニー喜多川の性加害問題とジャニーズ事務所の社名変更に伴い、同年10月17日に番組名を『STUDY!ぼくたちとみんなのラジオ』に変更した。2024年2月14日に番組の終了が発表され、同年3月26日をもって8年間の歴史に幕を閉じた。

## 出演者
パーソナリティ
- A.B.C-Z
  - 橋本良亮
  - 戸塚祥太
  - 河合郁人（ - 2023年12月19日）[注 2]
  - 五関晃一
  - 塚田僚一

## 放送リスト

### 2016年
| 放送日         | ゲスト                                                                                | メイン   | 備考         |
| -------------- | ------------------------------------------------------------------------------------- | -------- | ------------ |
| 2016年4月26日  | 松倉海斗                                                                              |          |              |
| 2016年5月4日   | 真田佑馬、高田翔、安井謙太郎、諸星翔希、森田美勇人                                    |          |              |
| 2016年6月28日  | 羽生田挙武                                                                            | 五関晃一 |              |
| 2016年7月26日  | 岸本慎太郎                                                                            | 戸塚祥太 |              |
| 2016年8月12日  | ふぉ〜ゆ〜（福田悠太、松崎祐介、辰巳雄大、越岡裕貴）、 西寺郷太、西原悟（ピアニスト） |          | 夏スペシャル |
| 2016年9月22日  | 屋良朝幸                                                                              |          | 秋スペシャル |
| 2016年9月27日  | 今村隼人                                                                              | 塚田僚一 |              |
| 2016年10月18日 | パンサー（向井慧、尾形貴弘、菅良太郎）                                                | 五関晃一 |              |
| 2016年11月29日 | なし                                                                                  | 戸塚祥太 |              |
| 2016年12月27日 | 錦織一清                                                                              | 河合郁人 |              |

### 2017年
| 放送日         | ゲスト                     | メイン   | 備考                     |
| -------------- | -------------------------- | -------- | ------------------------ |
| 2017年1月31日  | なし                       | 橋本良亮 |                          |
| 2017年2月28日  | 阿部顕嵐                   | 塚田僚一 |                          |
| 2017年3月28日  | 東村アキコ                 | 五関晃一 |                          |
| 2017年4月11日  | なし                       | 戸塚祥太 |                          |
| 2017年4月25日  | なし                       | 橋本良亮 |                          |
| 2017年5月9日   | 寺西拓人                   | 河合郁人 |                          |
| 2017年5月23日  | なし                       | 塚田僚一 |                          |
| 2017年6月6日   | 梶裕貴（声優）             | 五関晃一 |                          |
| 2017年6月20日  | ふぉ〜ゆ〜                 | 橋本良亮 | 欠席：塚田               |
| 2017年7月4日   | なし                       | 戸塚祥太 |                          |
| 2017年7月18日  | Snow Man                   | 河合郁人 |                          |
| 2017年8月1日   | なし                       | 塚田僚一 | 欠席：橋本               |
| 2017年8月29日  | なし                       | 五関晃一 |                          |
| 2017年9月12日  | なし                       | 河合郁人 | 広島放送局から公開生放送 |
| 2017年9月26日  | なし                       | 橋本良亮 |                          |
| 2017年11月7日  | 斉藤壮馬（声優）           | 五関晃一 |                          |
| 2017年11月21日 | 秋山大河、稲葉光、福士申樹 | 戸塚祥太 |                          |
| 2017年12月5日  | なし                       | 河合郁人 |                          |
| 2017年12月19日 | なし                       | 塚田僚一 |                          |

### 2018年
| 放送日         | ゲスト                                                        | メイン                          | 備考                                  |
| -------------- | ------------------------------------------------------------- | ------------------------------- | ------------------------------------- |
| 2018年1月16日  | なし                                                          | 橋本良亮                        |                                       |
| 2018年1月30日  | なし                                                          | 五関晃一                        |                                       |
| 2018年2月26日  | 京本大我                                                      | 戸塚祥太                        |                                       |
| 2018年3月13日  | なし                                                          | 塚田僚一                        |                                       |
| 2018年3月27日  | なし                                                          | 河合郁人                        |                                       |
| 2018年4月3日   | 9時台：増田貴久                                               | 橋本良亮                        |                                       |
| 2018年4月17日  | 9時台：ふぉ〜ゆ〜                                             | 五関晃一                        |                                       |
| 2018年5月1日   | 佐藤流司                                                      | 塚田僚一                        |                                       |
| 2018年5月15日  | 9時台：野沢雅子                                               | 戸塚祥太                        |                                       |
| 2018年6月12日  | 9時台：Official髭男dism                                       | 橋本良亮                        |                                       |
| 2018年6月26日  | 9時台：藤原丈一郎、大橋和也                                   | 河合郁人                        | 名古屋公演終了後の楽屋より生放送      |
| 2018年7月10日  | 8時台：アルコ&ピース 9時台：横尾渉                            | 8時台：五関晃一 9時台：戸塚祥太 |                                       |
| 2018年8月21日  | 9時台：宮田俊哉                                               | 8時台：塚田僚一 9時台：橋本良亮 |                                       |
| 2018年9月4日   | なし                                                          |                                 | 大宮公演終了後の楽屋より生放送        |
| 2018年9月18日  | 9時台：林翔太                                                 | 戸塚祥太                        |                                       |
| 2018年10月2日  | 8時台：川島如恵留、吉澤閑也、松倉海斗、松田元太 9時台：横尾渉 | 8時台：五関晃一 9時台：河合郁人 |                                       |
| 2018年10月16日 | なし                                                          | 橋本良亮                        |                                       |
| 2018年11月13日 | 薮宏太                                                        | 戸塚祥太                        |                                       |
| 2018年11月27日 | 9時台：濱口優                                                 | 塚田僚一                        |                                       |
| 2018年12月11日 | 9時台：ヒャダイン                                             | 8時台：戸塚祥太 9時台：河合郁人 |                                       |
| 2018年12月25日 | なし                                                          | 8時台：五関晃一 9時台：河合郁人 |                                       |
| 2018年12月29日 | オリエンタルラジオ                                            |                                 | 『オリラジのNHK15時間ラジオ』内で放送 |

### 2019年
| 放送日   | ゲスト                        | メイン                          | 備考                                            |
| -------- | ----------------------------- | ------------------------------- | ----------------------------------------------- |
| 1月8日   | ふぉ〜ゆ〜                    |                                 | 8時台はふぉ〜ゆ〜がコンサートの模様を生リポート |
| 1月22日  | なし                          | 橋本良亮                        |                                                 |
| 2月5日   | なし                          | 8時台：塚田僚一 9時台：河合郁人 |                                                 |
| 2月19日  | 9時台：堂島孝平               | 8時台：戸塚祥太 9時台：河合郁人 |                                                 |
| 3月5日   | なし                          | 8時台：五関晃一 9時台：河合郁人 |                                                 |
| 3月19日  | 9時台：京本大我、宮近海斗     | 河合郁人                        |                                                 |
| 4月2日   | なし                          | 橋本良亮                        |                                                 |
| 4月9日   | なし                          | 塚田僚一                        |                                                 |
| 4月16日  | なし                          | 戸塚祥太                        |                                                 |
| 4月23日  | なし                          | 五関晃一                        |                                                 |
| 4月30日  | なし                          | 河合郁人                        |                                                 |
| 5月7日   | なし                          | 橋本良亮                        |                                                 |
| 5月14日  | なし                          | 塚田僚一                        |                                                 |
| 5月21日  | なし                          | 戸塚祥太                        | 「ぼくととっつー」企画                          |
| 5月29日  | 深澤辰哉、目黒蓮（Snow Man）  | 五関晃一                        |                                                 |
| 6月11日  | なし                          | 河合郁人                        |                                                 |
| 6月18日  | なし                          | 橋本良亮                        | 五関のバースデー回                              |
| 6月25日  | なし                          | 塚田僚一                        |                                                 |
| 7月2日   | なし                          | 戸塚祥太                        |                                                 |
| 7月9日   | なし                          | 五関晃一                        |                                                 |
| 7月16日  | なし                          | 河合郁人                        | 橋本のバースデー回                              |
| 7月30日  | なし                          | 橋本良亮                        | 「ぼくとはっしー」企画                          |
| 8月6日   | なし                          | 塚田僚一                        |                                                 |
| 8月27日  | なし                          | 戸塚祥太                        | 神戸でのコンサート直後に楽屋から生放送。        |
| 9月3日   | なし                          | 五関晃一                        | 大阪でのコンサート直後に大阪放送局から生放送。  |
| 9月10日  | なし                          | 河合郁人                        |                                                 |
| 9月17日  | なし                          | 橋本良亮                        |                                                 |
| 9月24日  | 山本亮太、江田剛（宇宙Six）   | 塚田僚一                        |                                                 |
| 10月1日  | なし                          | 戸塚祥太                        |                                                 |
| 10月8日  | 秋山大河、富岡健翔（MADE）    | 五関晃一                        | 日生劇場から舞台終了後の生放送                  |
| 10月15日 | なし                          | 河合郁人                        | 河合のバースデー回                              |
| 10月29日 | 那須雄登、浮所飛貴（美 少年） | 橋本良亮                        |                                                 |
| 11月5日  | なし                          | 塚田僚一                        | 「ぼくと塚ちゃん」企画                          |
| 11月12日 | なし                          | 戸塚祥太                        | 戸塚のバースデー回                              |
| 11月19日 | なし                          | 五関晃一                        |                                                 |
| 11月26日 | なし                          | 河合郁人                        |                                                 |
| 12月3日  | なし                          | 橋本良亮                        |                                                 |
| 12月10日 | なし                          | 塚田僚一                        | 塚田のバースデー回                              |
| 12月17日 | なし                          | 戸塚祥太                        |                                                 |
| 12月24日 | なし                          | 五関晃一                        | つながろう！クリスマスSP                        |

### 2020年
| 放送日   | ゲスト             | メイン   | 組み分け                                                     | 備考                             |
| -------- | ------------------ | -------- | ------------------------------------------------------------ | -------------------------------- |
| 1月7日   | なし               | 河合郁人 |                                                              |                                  |
| 1月14日  | なし               | 橋本良亮 |                                                              |                                  |
| 1月21日  | なし               | 塚田僚一 |                                                              |                                  |
| 1月28日  | 藤井直樹、金指一世 | 塚田僚一 |                                                              |                                  |
| 2月4日   | なし               | 五関晃一 |                                                              | 「ぼくと五関くん」企画           |
| 2月11日  | なし               | 河合郁人 |                                                              |                                  |
| 2月18日  | なし               | 橋本良亮 |                                                              |                                  |
| 2月25日  | 猪狩蒼弥、作間龍斗 | 塚田僚一 |                                                              |                                  |
| 3月3日   | なし               | 五関晃一 |                                                              |                                  |
| 3月10日  | なし               | 河合郁人 |                                                              | 「ぼくと郁人」企画               |
| 3月17日  | なし               | 橋本良亮 |                                                              | 100回目の放送にあたる            |
| 3月31日  | なし               | 塚田僚一 |                                                              | 戸塚は北海道・富良野から電話出演 |
| 4月14日  |                    |          |                                                              | 2019年5月28日のアンコール放送    |
| 4月21日  |                    |          |                                                              | 2019年10月29日のアンコール放送   |
| 4月28日  |                    |          |                                                              | 2020年1月28日のアンコール放送    |
| 5月12日  |                    |          |                                                              | 2020年2月25日のアンコール放送    |
| 5月19日  |                    |          |                                                              | 2019年5月21日のアンコール放送    |
| 6月02日  |                    |          |                                                              | 2019年9月3日のアンコール放送     |
| 6月09日  |                    |          |                                                              | 2017年5月9日のアンコール放送     |
| 6月16日  |                    |          |                                                              | 2017年9月12日のアンコール放送    |
| 6月23日  |                    |          | スタジオ組：橋本、五関 リモート組：河合、戸塚、塚田          | 五関のバースデー企画             |
| 6月30日  |                    |          | スタジオ組：河合、塚田 リモート組：橋本、戸塚、五関          |                                  |
| 7月7日   |                    |          | スタジオ組：戸塚、塚田 リモート組：橋本、河合、五関          |                                  |
| 7月14日  |                    |          | スタジオ組：河合、戸塚 リモート組：橋本、五関、塚田          | 橋本のバーズデー企画             |
| 7月21日  |                    |          | スタジオ組：橋本、五関 リモート組：河合、戸塚、塚田          |                                  |
| 7月28日  |                    |          | スタジオ組：五関、塚田 リモート組：橋本、河合、戸塚          |                                  |
| 8月4日   |                    |          | スタジオ組：橋本、戸塚 リモート組：河合、五関 事前収録：塚田 |                                  |
| 8月25日  |                    |          | スタジオ組：戸塚、五関 リモート組：橋本、河合、塚田          |                                  |
| 9月1日   |                    |          | スタジオ組：河合、戸塚 リモート組：橋本、五関、塚田          |                                  |
| 9月8日   |                    |          | スタジオ組：橋本、塚田 リモート組：戸塚、河合、五関          |                                  |
| 9月15日  |                    |          | スタジオ組：河合、五関 リモート組：橋本、戸塚、塚田          | うたコン出演後の生放送           |
| 9月22日  |                    |          | スタジオ組：戸塚、五関 リモート組：橋本、河合、塚田          |                                  |
| 9月29日  |                    |          | スタジオ組：戸塚、塚田 リモート組：橋本、河合、五関          |                                  |
| 10月6日  |                    |          | スタジオ組：橋本、河合 リモート組：戸塚、五関、塚田          |                                  |
| 10月13日 |                    |          | スタジオ組：橋本、五関 リモート組：戸塚、塚田 事前収録：河合 |                                  |
| 10月20日 | 井上瑞稀、猪狩蒼弥 |          | スタジオ組：戸塚、河合 リモート組：橋本、五関、塚田          | 河合のバースデー企画             |
| 10月27日 |                    |          | スタジオ組：戸塚、河合 リモート組：橋本、五関、塚田          |                                  |
| 11月3日  |                    |          | スタジオ組：五関、塚田 リモート組：橋本 事前収録：河合、戸塚 |                                  |
| 11月10日 |                    |          | スタジオ組：五関、戸塚 リモート組：橋本、塚田 事前収録：河合 | 戸塚のバースデー企画             |
| 11月17日 |                    |          | スタジオ組：橋本、戸塚 リモート組：五関、河合、塚田          |                                  |
| 12月1日  |                    |          | スタジオ組：橋本、五関 リモート組：戸塚、塚田 事前収録：河合 |                                  |
| 12月8日  |                    |          | スタジオ組：塚田、河合 リモート組：戸塚、五関、橋本          | 塚田のバーステー企画             |
| 12月15日 |                    |          | スタジオ組：戸塚、五関 リモート組：塚田 事前収録：河合、橋本 |                                  |
| 12月22日 |                    |          |                                                              | クリスマスコンサート後の生放送   |

### 2021年
6月1日の放送回より新コーナー「A.B.C-Zと考える！SDGsのABC！」が始まった。A.B.C-Zと一緒にクイズを通してSDGsについて学ぶ。講師は千葉商科大学教授の笹谷秀光。NHKの超大型連動キャンペーンである未来へ 17アクションの一環として位置づけられている。11月23日には渋谷ヒカリエホールにて公開収録が行われた。
| 放送日   | スタジオ               | リモート               | 事前収録                                              | 備考                                                                                               |
| -------- | ---------------------- | ---------------------- | ----------------------------------------------------- | -------------------------------------------------------------------------------------------------- |
| 1月5日   | 河合、塚田             | 橋本、戸塚、五関       |                                                       | |
| 1月12日  | 橋本、戸塚、           | 五関                   | 河合、塚田                                            | |
| 1月19日  | 塚田                   | 橋本、戸塚、五関       | 河合                                                  | |
| 1月26日  | 橋本、戸塚             | 河合、五関             | 塚田                                                  | |
| 2月2日   | 深澤辰哉、佐久間大介   | A.B.C-Z                |                                                       | 熊本からリモート出演。                                                                             |
| 2月9日   | 戸塚、河合             | 橋本、五関、塚田       |                                                       | |
| 2月16日  | 河合、五関             | 橋本、戸塚、塚田       |                                                       | |
| 2月23日  | 河合、橋本             | 戸塚、塚田、五関       |                                                       | ゲスト：髙地優吾                                                                                   |
| 3月2日   | 戸塚、五関、塚田       |                        | 河合、橋本                                            | |
| 3月9日   | 橋本、戸塚、河合       |                        | 五関、塚田                                            | ゲスト：ユースケ（ベイビー・ブー）                                                                 |
| 3月16日  | 河合、五関、塚田       |                        | 橋本、戸塚                                            | |
| 3月23日  | 橋本、戸塚、塚田       |                        | 河合、五関                                            | |
| 3月30日  | 橋本、五関、塚田       |                        | 河合、戸塚                                            | |
| 4月6日   | 戸塚、五関             |                        | 河合                                                  | |
| 4月13日  | 五関                   | 橋本、塚田             | 河合                                                  | リモート組は熊本から。                                                                             |
| 4月20日  | 橋本、五関、塚田       |                        | A.B.C-Zリレーインタビュー                             | 大阪から『うたコン』出演後の生放送のため冒頭はNHKのスタジオにいる番組プロデューサーの伊達Pが出演。 |
| 4月27日  | 河合、塚田             |                        |                                                       | |
| 5月11日  | 橋本、河合、五関       |                        |                                                       | |
| 5月18日  | 戸塚、五関、橋本       |                        | 河合、塚田                                            | |
| 6月1日   | 戸塚、五関             |                        |                                                       | ゲスト：中屋敷法仁                                                                                 |
| 6月8日   | 戸塚、塚田             |                        | 橋本、河合、五関                                      | |
| 6月15日  | 塚田                   | 戸塚、五関             | 橋本、河合                                            | リモート組は五関の家から。五関のバーステー企画。                                                   |
| 6月22日  | 塚田、河合             |                        | 橋本、戸塚、五関                                      | |
| 6月29日  | 戸塚、塚田             |                        | 橋本、河合、五関                                      | ゲスト：篠原哲雄                                                                                   |
| 7月6日   | 戸塚                   |                        | 橋本、河合、五関、塚田                                | |
| 7月13日  | 河合                   |                        |                                                       | ゲスト：Little Glee Monster                                                                        |
| 7月20日  | A.B.C-Z                |                        | Little Glee Monsterへのインタビュー(河合、戸塚、塚田) | 石川でのコンサート直後の生放送。橋本のバースデー企画。                                             |
| 9月7日   | 戸塚、河合、五関、塚田 |                        |                                                       | 大阪から『うたコン』出演後の生放送。                                                               |
| 9月14日  | 河合、五関             |                        |                                                       | |
| 9月21日  | A.B.C-Z                |                        |                                                       | 福岡でのコンサート直後の生放送。                                                                   |
| 9月28日  | 橋本、五関             |                        |                                                       | |
| 10月5日  | 五関、塚田             | 橋本                   |                                                       | ゲスト：作間龍斗                                                                                   |
| 10月12日 | 河合、五関             |                        |                                                       | ゲスト：小沢一敬                                                                                   |
| 10月19日 | A.B.C-Z                |                        |                                                       | 東京でのコンサート直後の生放送。河合のバースデー企画。ゲスト：石井亮次(電話出演)                   |
| 10月26日 | 橋本、五関             |                        |                                                       | |
| 11月2日  | 橋本、戸塚             |                        |                                                       | |
| 11月9日  | 戸塚                   |                        |                                                       | 戸塚のバースデー企画。                                                                             |
| 11月16日 | 戸塚、五関             |                        |                                                       | ゲスト：大森美香                                                                                   |
| 11月23日 | A.B.C-Z                |                        |                                                       | 「A.B.C-Zと考えるSDGsのABC」スペシャル版として公開収録の様子を放送。                               |
| 11月30日 | 五関                   | 河合・塚田、橋本・戸塚 |                                                       | ゲスト：ヤバイTシャツ屋さん。夜8時台『ヤバイラジオ屋さん』にはA.B.C-Zがゲスト出演したコラボ企画。  |
| 12月7日  | A.B.C-Z                |                        |                                                       | 塚田のバースデー企画。                                                                             |
| 12月14日 | A.B.C-Z                |                        |                                                       | ゲスト：本髙克樹。公開収録の一部を紹介。                                                           |
| 12月21日 | 橋本、戸塚、五関、塚田 |                        | 河合                                                  | 公開収録の一部を紹介。                                                                             |

### 2022年
9月に「全国とつながろうプロジェクト」が始動し、その一環として同月27日放送回から「全国の学生寮訪ね隊」という企画コーナーがスタートした。
| 放送日   | MC                     | その他の出演者                           | 備考                                                       |
| -------- | ---------------------- | ---------------------------------------- | ---------------------------------------------------------- |
| 1月4日   | 橋本、戸塚、五関、塚田 | 事前収録：河合                           |                                                            |
| 1月11日  | 橋本、五関             |                                          |                                                            |
| 1月18日  | 橋本、戸塚、塚田       |                                          |                                                            |
| 1月25日  | 橋本、戸塚、河合、五関 |                                          |                                                            |
| 2月1日   | 橋本、河合、五関       |                                          |                                                            |
| 2月8日   | 橋本、戸塚、河合、五関 |                                          |                                                            |
| 2月15日  | 橋本、戸塚、河合、五関 |                                          |                                                            |
| 2月22日  | 橋本、戸塚、五関、塚田 |                                          |                                                            |
| 3月1日   | 橋本、戸塚、河合、五関 |                                          |                                                            |
| 3月8日   | 橋本、戸塚、五関、塚田 | ゲスト：菅田琳寧、矢花黎                 |                                                            |
| 3月15日  | 橋本、戸塚、河合、五関 |                                          |                                                            |
| 3月22日  | 戸塚、五関、塚田       | ゲスト：川和田恵真                       |                                                            |
| 3月29日  | 河合                   | ゲスト：ヤバイTシャツ屋さん、日髙のり子  |                                                            |
| 4月5日   | 戸塚、五関             |                                          |                                                            |
| 4月12日  | 戸塚、河合、五関       | ゲスト：ブルボンヌ、事前収録：橋本、塚田 |                                                            |
| 4月19日  | 橋本、戸塚、五関、塚田 |                                          |                                                            |
| 4月26日  | 橋本、戸塚、五関       |                                          |                                                            |
| 5月10日  | 橋本、戸塚、河合、五関 | ゲスト：清塚信也                         |                                                            |
| 5月17日  | 五関、塚田             |                                          |                                                            |
| 5月24日  | 戸塚、河合、五関       |                                          |                                                            |
| 5月31日  | 橋本、戸塚、五関、塚田 |                                          |                                                            |
| 6月7日   | 戸塚、五関、塚田       | ゲスト：土屋神葉                         |                                                            |
| 6月14日  | 五関                   | ゲスト：草野華余子                       | 五関のバースデー企画                                       |
| 6月21日  | 橋本、戸塚、五関       |                                          |                                                            |
| 6月28日  | 橋本、五関、塚田       |                                          |                                                            |
| 7月5日   | 橋本、戸塚、五関       | ゲスト：中村嶺亜                         |                                                            |
| 7月12日  | 橋本、戸塚、五関、塚田 |                                          | 橋本のバースデー企画                                       |
| 7月19日  | 橋本、戸塚、河合、五関 |                                          |                                                            |
| 7月26日  | 戸塚                   | ゲスト：小沢一敬                         |                                                            |
| 8月2日   | 橋本、戸塚、五関       |                                          |                                                            |
| 8月16日  | 戸塚、五関、塚田       | ゲスト：岩﨑大昇、那須雄登、梶裕貴       |                                                            |
| 8月23日  | 橋本、戸塚、五関、塚田 |                                          |                                                            |
| 8月30日  | A.B.C-Z                |                                          | 大阪でのコンサート直後の生放送                             |
| 9月6日   | 橋本、戸塚、五関       |                                          |                                                            |
| 9月13日  | 橋本、戸塚、五関       |                                          |                                                            |
| 9月20日  | 橋本、戸塚、五関、塚田 |                                          |                                                            |
| 9月27日  | 橋本、戸塚、河合、五関 | 塚田（電話出演）                         | 横浜国立大学学生寮での公開収録（河合・塚田）の様子を放送。 |
| 10月4日  | 橋本、戸塚             |                                          | 公開収録の一部を放送。                                     |
| 10月11日 | 橋本、河合、五関       | ゲスト：影山拓也                         | 河合のバースデー企画                                       |
| 10月18日 | 橋本、五関、塚田       |                                          |                                                            |
| 11月1日  | 橋本、戸塚、五関、塚田 |                                          |                                                            |
| 11月8日  | 橋本、戸塚、五関       |                                          | 戸塚のバースデー企画                                       |

### 2024年
| 放送日  | MC                             | その他の出演者                          | テーマ・備考                                                                                  |
| ------- | ------------------------------ | --------------------------------------- | --------------------------------------------------------------------------------------------- |
| 1月9日  | 橋本、戸塚、五関               | STUDYゲスト：杉田淳、寺澤敏行、田中純一 | 令和6年能登半島地震キャンペーン「ラジオで声を届けよう」                                       |
| 1月16日 | 橋本、戸塚、五関               | STUDYゲスト：田中純一                   | - 「今年やりたいSTUDY!」 - 令和6年能登半島地震キャンペーン「ラジオで声を届けよう」            |
| 1月23日 | 橋本、五関、塚田               | STUDYゲスト：塚本俊太郎                 | 「おカネ」（投資・NISA）                                                                      |
| 1月30日 | 橋本、戸塚、五関               | STUDYゲスト：足立義則、絹川千晴         | 「ネット上のフェイク情報と向き合う」                                                          |
| 2月6日  | 橋本、戸塚、塚田               | STUDYゲスト：安達宜正、杉田淳、田川優   | みんなの選挙プロジェクト 第5弾                                                                |
| 2月13日 | 橋本、戸塚、五関               | STUDYゲスト：永田美絵                   | 「宇宙」                                                                                      |
| 2月20日 | 戸塚、五関、塚田               | STUDYゲスト：田中純一                   | - 「ふつおた」 - 令和6年能登半島地震キャンペーン「ラジオで声を届けよう」                      |
| 2月27日 | 橋本、戸塚、五関               | STUDYゲスト：牛窪恵                     | - 「日経平均株価」 - 「ふつおた」                                                             |
| 3月5日  | 橋本、戸塚、五関、塚田         | STUDYゲスト：寺澤敏行                   | - 「能登半島地震から2か月」 - 「ふつおた」                                                    |
| 3月12日 | 橋本、五関                     |                                         | - 「オレたちの番組!マニアックイズ」 - 「AꓸBꓸCｰZ名言大賞」                                     |
| 3月19日 | 橋本、戸塚、塚田               | STUDYゲスト：杉田淳、直井良介、山田友明 | - みんなの選挙プロジェクト 第6弾 - 「アメリカ大統領選」 - 「南スーダンの選挙」 - 「ふつおた」 |
| 3月26日 | 橋本、戸塚、五関、塚田（中継） |                                         | 最終回 - 「わたしとA.B.C-Zラジオ」 - 「A.B.C-Zからの手紙」 - 『頑張れ、友よ!』スタジオ歌唱    |

### 特別版
- 『ジャニーズヒストリー -真夏の夜の夢-』

2015年8月11日火曜20:05-20:55 / 21:05-21:55放送。
ジャニーズの歴史を歌とトークでたどる、といった内容で本番組の前身である。
A.B.C-Zがナビゲーターを務め、 その他にMr.King vs Mr.Princeが出演。
- 『デビュー9周年！A.B.C-Z 今夜はJ's倶楽部 スペシャル』

2021年2月23日火曜14:05 - 15:55放送。通常の午後9時台の放送と合わせて初の3時間スペシャルとして放送された。
午後2時台のスタジオ組は河合、五関、塚田。リモート組は戸塚、橋本。午後3時台のスタジオ組は橋本、戸塚、河合。リモート組は五関、塚田。14時台に公開セットリスト会議を行い、15時台には「J's倶楽部コンサート」が放送された。
「J's倶楽部コンサート」セットリスト
1. Shower Gate
2. Fantastic Ride
〜MC〜
3. テレパシーOne! Two!
4. In The Name Of Love 〜誓い
5. All My Everything

- 『A.B.C-Z　みんなで"防災"倶楽部』

2021年5月3日月曜12:15 - 13:55放送。梅雨の時期を前にA.B.C-Zと一緒に防災について考える特別版。
午後0時台は戸塚、橋本がスタジオ内、五関がスタジオ外からリモートで出演。午後1台は戸塚、五関がスタジオ内、橋本がスタジオ外からリモートで出演。河合と塚田は事前収録で出演。司会は魚住優。解説は危機管理アドバイザーの国崎信江。
- 『A.B.C-Z10周年！今日は一日“J'sソング”三昧』

2022年2月23日12:15-21:15にNHK-FMで放送。
A.B.C-Zが進行を担当し、各グループのエピソードなども交えながらジャニーズグループの楽曲をオンエアする本番組のスピンオフ特番。
- ゲスト：影山拓也・横原悠毅（IMPACTors）（16時頃-17時頃）
- コメントゲスト：KAT-TUN、伊野尾慧、薮宏太、桐山照史、宮近海斗、七五三掛龍也、川島如恵留、松倉海斗、作間龍斗、猪狩蒼弥、岩﨑大昇、那須雄登、浮所飛貴、藤井直樹、正門良規

## 放送休止
- 2018年
  - 5月29日：『東京03の好きにさせるかッ!』放送のため[注 3]。
  - 8月7日：『連想ゲームNEO』（20:05 - 20:55）[注 4]と『俳人・金子兜太が見た戦争』（21:05 - 21:55）をそれぞれ放送するため。
  - 10月30日：「NHKプロ野球日本シリーズ・ソフトバンク対広島」中継のため。
- 2019年
  - 6月4日：東北地方は「NHKプロ野球交流戦・楽天対巨人」、東北地方以外は「NHKプロ野球交流戦・オリックス対DeNA」中継のため。
  - 7月23日：『夏休み!ラジオ保健室 〜10代の性 悩み相談〜・第2夜：男子のからだについて』放送のため。
  - 8月13日：『鉄旅・音旅 In Summer!〜音で楽しむ夏の鉄道旅〜』放送のため[注 5]。
  - 8月20日：『作家・町田康のパンクな文学論2 〜古典はこう読め〜』放送のため。
  - 10月22日：「NHKプロ野球日本シリーズ・巨人対ソフトバンク」（18:00 - 21:30）中継のため。
  - 12月31日：『第70回NHK紅白歌合戦』（19:15 - 23:45、総合テレビ・BS4K・BS8Kと同時放送）放送のため。
- 2020年
  - 3月24日：『みんなの卒業式・延長戦』放送のため。
  - 8月11日：『大竹しのぶの“スピーカーズコーナー”』[注 6]（20:05 - 21:55）放送のため。
  - 8月18日：『夏休み!ラジオ保健室 〜10代の性 悩み相談〜・第2夜：自分の体のことを知ろう!男子の体編』（19:30 - 21:55）放送のため。
  - 10月27日：「NHKプロ野球・ソフトバンク対ロッテ」中継のため。
  - 11月24日：「NHKプロ野球日本シリーズ・ソフトバンク対巨人」中継のため。
  - 12月29日：『ミッツ・マングローブの年忘れ!歌酒場』（19:20 - 21:55）放送のため。
- 2021年
  - 3月2日：北海道のみ『北海道まるごと雑談ラジオ2021春・第2夜』（20:05 - 21:55）放送のため[注 7]。
  - 3月30日：東海地方のみ「NHKプロ野球・中日対巨人」中継のため[注 8]。
  - 5月25日：東海地方は「NHKプロ野球交流戦・中日対ソフトバンク」、東海地方以外は「NHKプロ野球交流戦・巨人対楽天」中継のため。
  - 7月6日：北海道のみ『ラジオ・#ナナメの場』（20:05 - 21:05）放送のため[注 7]。
  - 7月27日・8月3日：「2020年東京五輪」中継のため。
  - 8月10日：『ムロツヨシとずん飯尾の今夜も反省会。』（20:05 - 21:55）放送のため。
  - 8月17日：「改正新型インフルエンザ等対策特別措置法における緊急事態宣言延長に伴う内閣総理大臣記者会見」（総合テレビと同時放送）中継のため。
  - 8月24日・31日：「2020年東京パラリンピック」中継のため。
  - 9月28日：東海地方のみ「NHKプロ野球・中日対巨人」中継のため[注 8]。
  - 12月28日：『ムロツヨシとずん飯尾の今夜も反省会。』（21:05 - 22:55）放送のため。
- 2023年
  - 12月26日：『上白石萌音の“もねがたり”2023』（20:05 - 21:55）放送のため。
- 2024年
  - 1月2日：『ヤマザキマリラジオ』（21:05 - 22:55）放送のため。

## 放送時間短縮
- 2018年
  - 5月1日：「安倍晋三内閣総理大臣記者会見」関連のニュースを放送するため、21:00 - 21:25の間中断。
- 2021年
  - 11月23日：「NHKプロ野球日本シリーズ・ヤクルト対オリックス戦」中継のため、21:30以降に開始する場合あり。

## 変則放送
- 2021年
  - 10月26日：一部地域では衆議院選挙の政見放送を放送するため、東京から政見放送を行わないで尚且つ放送しない時間帯に裏送り対応する措置を講じる。